# Bode Miller
Bode Miller (* 12. října 1977, Easton, New Hampshire) je americký alpský lyžař. Jedná se o olympijského vítěze a čtyřnásobného mistra světa. Dá se označit za univerzála, neboť získal tituly mistra světa ve všech disciplínách, kromě slalomu. Dvakrát vyhrál celkové hodnocení světového poháru, 6× pak hodnocení jednotlivé disciplíny světového poháru.

## Největší úspěchy

### Olympiáda
- Zimní olympijské hry 2002 v Salt Lake City: 2. místo v kombinaci a v obřím slalomu
- Zimní olympijské hry 2010 ve Vancouveru: 1. místo v kombinaci, 2. místo v super obřím slalomu a 3. místo ve sjezdu

### Mistrovství světa
- MS v alpském lyžování 2003 ve Svatém Mořici: 1. místo v obřím slalomu a kombinaci, 2. místo v super obřím slalomu
- MS v alpském lyžování 2005 v Bormiu: 1. místo ve sjezdu a super obřím slalomu

### Světový pohár

#### Celkové hodnocení SP
- 2002/03 - 2. místo
- 2004/05 - 1. místo
- 2005/06 - 3. místo
- 2007/08 - 1. místo

#### Celkové hodnocení disciplíny SP
- 2001/02 - 2. místo slalom
- 2002/03 - 1. místo kombinace, 2. místo obří slalom
- 2003/04 - 1. místo kombinace a obří slalom
- 2004/05 - 1. místo super obří slalom, 2. místo obří slalom a sjezd
- 2005/06 - 2. místo kombinace
- 2006/07 - 1. místo super obří slalom
- 2007/08 - 1. místo kombinace, 2. místo sjezd

#### Vítězství v závodě SP
| 9. prosince 2001   | Val-d'Isère          | obří slalom    |
| 10. prosince 2001  | Madonna di Campiglio | slalom         |
| 6. ledna 2002      | Adelboden            | slalom         |
| 22. ledna 2002     | Schladming           | slalom         |
| 22. prosince 2002  | Alta Badia           | obří slalom    |
| 4. ledna 2003      | Kranjska Gora        | obří slalom    |
| 26. října 2003     | Sölden               | obří slalom    |
| 22. listopadu 2003 | Park City            | obří slalom    |
| 11. ledna 2004     | Chamonix             | kombinace      |
| 25. ledna 2004     | Kitzbühel            | kombinace      |
| 15. února 2004     | St. Anton            | slalom         |
| 28. února 2004     | Kranjska Gora        | obří slalom    |
| 24. října 2004     | Sölden               | obří slalom    |
| 27. listopadu 2004 | Lake Louise          | sjezd          |
| 28. listopadu 2004 | Lake Louise          | super G        |
| 3. prosince 2004   | Beaver Creek         | sjezd          |
| 12. prosince 2004  | Val-d'Isère          | obří slalom    |
| 13. prosince 2004  | Sestriere            | slalom         |
| 11. března 2005    | Lenzerheide          | super G        |
| 3. prosince 2005   | Beaver Creek         | obří slalom    |
| 16. března 2006    | Åre                  | super G        |
| 1. prosince 2006   | Beaver Creek         | sjezd          |
| 15. prosince 2006  | Val Gardena          | super G        |
| 20. prosince 2006  | Hinterstoder         | super G        |
| 13. ledna 2007     | Wengen               | sjezd          |
| 29. prosince 2007  | Bormio               | sjezd          |
| 13. ledna 2008     | Wengen               | sjezd          |
| 20. ledna 2008     | Kitzbühel            | kombinace      |
| 27. ledna 2008     | Chamonix             | superkombinace |
| 3. února 2008      | Val-d'Isère          | superkombinace |
| 1. března 2008     | Kvitfjell            | sjezd          |
| 15. ledna 2010     | Wengen               | superkombinace |
| 2. prosince 2011   | Beaver Creek         | sjezd          |